# 最後の私
「最後の私」（さいごのわたし）は、阿部真央の9枚目のシングル。2013年3月6日にポニーキャニオンから発売。

## 概要
表題曲「最後の私」は、片思いをしていた人に想いを伝えられないまま終わってしまった恋を唄ったバラードで、2012年12月に行われた弾き語りライブで初めて披露された。TBS系「CDTV」3月オープニングテーマ。
初回限定盤は、東京で行われた弾き語りライブの音源3曲が収録され、弾き語りライブのドキュメント映像を収録したDVDが付属している。シングルで2形態の発売は、「いつの日も」以来となる。

## 収録曲
| 全作詞・作曲: 阿部真央。 | |          |            |            |
| #                        | タイトル | 作詞     | 作曲・編曲 | 編曲家     |
| 1.                       | 「最後の私」 | 阿部真央 | 阿部真央   | 十川ともじ |
| 2.                       | 「短い言葉たったそれだけその一言だけ」 | 阿部真央 | 阿部真央   | 阿部真央   |
| 3.                       | 「最後の私（Inst.）」 | 阿部真央 | 阿部真央   | 十川ともじ |
| 4.                       | 「Songs from 「阿部真央 弾き語りらいぶ 2012・冬 〜クリスマスだよ!来るでしょ?来るよね!?の巻〜」 @ 赤坂BLITZ (2012.12.24) 1. 都合の良い女の唄 2. モンロー 3. デッドライン」 | 阿部真央 | 阿部真央   |            |

| #  | タイトル                                                                                          | 作詞 | 作曲・編曲 |
| -- | ------------------------------------------------------------------------------------------------- | ---- | ---------- |
| 1. | 「「阿部真央 弾き語りらいぶ 2012・冬 〜クリスマスだよ!来るでしょ?来るよね!?の巻〜」ドキュメント」 |      |            |